# باغجی‌لار (آرتوین)
باغجی‌لار (به ترکی استانبولی: Bağcılar) یک منطقهٔ مسکونی در ترکیه است که در آرتوین واقع شده‌است. باغجی‌لار ۱۰۹ نفر جمعیت دارد.